# Shōnen Action
Shūkan Shōnen Action (週刊少年アクション  Shūkan Shōnen Akushon?, Semanario Juvenil Acción) fue una revista quincenal de manga publicada por Futabasha Publishers (双葉社) a mediados de la década de los 70.

## Orígenes
A principios de la década de los 70, la editorial Futabasha había colocado su revista Manga Action en la lista de los semanarios para adultos más vendidos del momento. La compañía, que también publicaba otras revistas para adultos, decidió probar también fortuna en el ámbito juvenil transformando una antigua cabecera, Power Comic (aparecida en 1964) en un semanario juvenil con un formato para adultos. La nueva revista remontó puestos en la clasificación, pero no alcanzó las ventas de sus competidoras, Shōnen Jump, Shōnen Magazine, Shōnen Sunday, Shōnen Champion y Shōnen King, momento en el que decidieron renovar una vez más su formato, estandarizándolo con el juvenil, incluyendo la cabecera, que quedó rebautizada como Shōnen Action.   

## La "etapa Action"
La nueva revista copió fielmente los estándares y formato de sus competidoras, pasando de grapa a enlomado de tomo, y con un diseño más apropiado y un logotipo en forma de escarabajo que lo hacían más atractivo. Se rompió completamente con las series del Power Comic (que pasó a convertirse en una revista quincenal para adultos), creándose nuevas series específicamente diseñadas para la revista, que partían de cero. Sus autores procedían de las publicaciones para adultos de esta editorial como Hideshi Hino y Monkey Punch, o bien eran populares dibujantes ya consagrados en otras editoriales como Gō Nagai, George Akiyama, Osamu Tezuka, Leiji Matsumoto, Mitsuteru Yokoyama, Shigeru Mizuki y Ken Ishikawa. Aunque algunas de estas series obtuvieron un relativo éxito, la mayoría de las mismas no logró calar entre el público juvenil, y además en ese momento el mercado de los semanarios juveniles empezaba a resentirse de una saturación (con seis revistas en venta en un espacio que solo admitía cuatro), lo que se saldó con la cancelación de la revista prácticamente al año de su nacimiento.

## Principales mangas publicados en Shōnen Action
- Hoero Ryū (Shō Fumimura - Mitsuru Hiruta)
- Bagi (Osamu Tezuka)
- Ore ga Ken (Tarō Gō - Toyoji Ōhigashi)
- Gattsu Shigechan (Kōkichi Igarashi)
- Magyū Sensen (Ken Ishikawa y Dynamic Production)
- Ichizu ga Yuku! (Gorō Sakasai)
- Ryūjin Densetsu (Mitsuteru Yokoyama)
- Lupin Kōzo (Monkey Punch)
- Change! Sabu (Gō Nagai y Dynamic Production)
- Atsukamen (Shūnji Obata)
- Kitarō no Obake Ryokō (Shigeru Mizuki)
- The Pilot (Yoshinori Katayama - Yoshisato Katayama)

- Datos: Q9076909